# Meldepflicht (Arbeits- und Sozialrecht)
Die Meldepflicht nach § 309 SGB III bezeichnet die Verpflichtung von Beziehern von Arbeitslosengeld in der Bundesrepublik Deutschland, auf Aufforderung persönlich bei der Arbeitsagentur oder beim Amtsarzt zu erscheinen. Die Meldepflicht gilt nach § 38 SGB III auch für Arbeitsuchende sowie nach § 59 SGB II für Bezieher von Arbeitslosengeld II.
Grundsätzlich gilt die der Erreichbarkeitsanordnung analoge und wie diese auf die Anordnung des Verwaltungsrates der (damaligen) Bundesanstalt für Arbeit vom 23. Oktober 1997 zurückgehende Meldepflicht dem Gesetzestext nach ebenfalls allein für erwerbslose Leistungsbezieher, so dass z. B. selbständige und angestellte Leistungsbezieher, die ALG II lediglich als Lohnauffüllung bzw. Leistung zum Lebensunterhalt erhalten, ohne erwerbslos zu sein, ihr nicht unterliegen, da dieser Personenkreis laut § 53a SGB II i. V. m. § 16 SGB III grundsätzlich nicht als arbeitslos einzustufen ist. Allerdings unterstehen auch erwerbstätige Beziehergruppen der Mitwirkungspflicht nach § 60 SGB I, jederzeit vollständige schriftliche Angaben über ihre Einkommens- und Vermögensverhältnisse zu machen.
Die Gründe, nach denen die Arbeitsagentur den Leistungsbezieher im Rahmen der Meldepflicht zum persönlichen Erscheinen verpflichten kann, sind in Absatz 2 abschließend geregelt. Es sind:
- Berufsberatung
- Vermittlung in Ausbildung oder Arbeit
- Vorbereitung aktiver Arbeitsförderungsleistungen
- Vorbereitung von Entscheidungen im Leistungsverfahren
- Prüfung des Vorliegens der Voraussetzungen für den Leistungsanspruch

Der Leistungsbezieher muss nicht zur exakten angegebenen Uhrzeit erscheinen, es reicht, wenn er noch am selben Tag bei der Arbeitsagentur erscheint und der Zweck der Meldung erfüllt wird. (§ 309 Abs. 3 SGB III) Ein völliges Schweigen beim Meldetermin ist ein Verstoß gegen die Meldepflicht und gilt rechtlich als Nichterscheinen.
Die durch die Wahrnehmung der Meldepflicht entstehenden Fahrtkosten können dem Leistungsbezieher auf Antrag erstattet werden. (§ 309 Abs. 4 SGB III) Im Rechtskreis SGB III gilt hier meist eine Bagatellgrenze von 6 Euro, im Rechtskreis SGB II hingegen müssen auch Kleinstbeträge erstattet werden.
Zieht ein Leistungsbezieher um und ändert sich dadurch die Zuständigkeit, hat er sich unverzüglich bei der nun zuständigen Arbeitsagentur zu melden. (§ 310 SGB III)
Ein Verstoß gegen die Meldepflicht führt beim Bezug von Arbeitslosengeld zu einer Sperrzeit von einer Woche. (§ 159 SGB III) Bei Beziehern von Arbeitslosengeld II führt ein Verstoß gegen die Meldepflicht zu einer Sanktion in Höhe von 10 Prozent des Regelbedarfs. (§ 32 SGB II).